# Le Collier de Semlé
Le Collier de Semlé (titre original en anglais : Semley's Necklace) est une nouvelle de science-fiction et de fantasy d'Ursula K. Le Guin parue aux États-Unis dans Amazing Stories en septembre 1964 (au départ sous le titre The Dowry of the Angyar, signifiant La dot des Angyar) . Elle est publiée pour la première fois en français en 1972, sous le titre Le Collier comme introduction au roman Le Monde de Rocannon. Elle a ensuite été publiée en français dans divers recueils, à partir de 1978, sous le titre Le Collier de Semlé.
C'est la première œuvre du Cycle de l'Ékumen. L'histoire se déroule sur une planète fictive de l'étoile Fomalhaut et suit une femme de haute naissance alors qu'elle tente de retrouver un héritage familial. L'histoire s'inspire de la mythologie nordique, notamment de la légende du collier des Brísingar, et explore le concept de dilatation du temps théorisé par Albert Einstein au début du XXe siècle. Le récit est enchâssé par les commentaires d’ethnologues étudiant les formes de vie intelligentes du système Fomalhaut.
Le Collier de Semlé a été salué par les critiques pour la qualité et l'originalité de son style d'écriture.

## Intrigue

### Contexte
Le Collier de Semlé est la première œuvre se déroulant dans l'univers fictif de Hain. Dans cette uchronie, les êtres humains n'ont pas évolué, à l'origine, sur Terre, mais sur Hain/Davenant. Les habitants de Hain ont colonisé de nombreux systèmes planétaires voisins, peut-être un million d'années avant l'action des récits. Les planètes ont ensuite perdu contact entre elles, pour des raisons que Le Guin n'explique pas. Le Guin ne raconte pas toute l’histoire de cet univers de manière suivie et chronologique, mais laisse plutôt les lecteurs la reconstituer à partir de diverses œuvres. Les romans et autres œuvres de fiction se déroulant dans cet univers racontent les efforts visant à rétablir une civilisation galactique, connue d'abord sous le nom de Ligue de Tous les Mondes puis sous le nom d'Ékumen. Les explorateurs mettent des années à voyager entre les systèmes planétaires, bien que le voyage soit raccourci pour eux en raison de la dilatation relativiste du temps, ainsi que de la communication interstellaire instantanée utilisant l'ansible, introduite dans Les Dépossédés.
L’histoire se déroule sur Fomahault II, une planète de l'étoile Fomalhaut, qui est décrite comme le foyer de plusieurs espèces intelligentes. L'espèce à laquelle appartient la protagoniste est socialement divisée en deux catégories d'inidividus : les Olgyior et les Angyar, les premiers étant subordonnés aux seconds. Il existe deux autres espèces, les Fiia qui ressemblant à des elfes et les Gdemiar qui ressemblent à des nains. L'histoire se situe peu après que les « Seigneurs des Étoiles », qui sont des émissaires de la Ligue de Tous les Mondes, aient commencé à atterrir sur la planète et à prélever des impôts sur sa population.
Le récit est enchâssé par les commentaires de l'ethnologue Rocannon et du conservateur du musée de la Ligue de Tous les Mondes sur la planète fictive de Géorgie du Sud, alors qu'ils discutent de la planète de Semlé, ainsi que d'une description des espèces intelligentes du système de Fomalhaut, et d'un commentaire sur l'histoire de Rocannon par un narrateur inconnu.

### Résumé
Semlé est une femme de haute naissance, grande, aux cheveux blonds et à la peau sombre comme tous ceux de son peuple, les Angyar, et exceptionnellement belle. Mariée très jeune à un prince ruiné, elle part à la recherche du précieux collier de ses ancêtres, peu de temps après la naissance de sa fille, pour redorer le blason de son mari en lui apportant en dot.
Elle commence par retourner dans sa famille, mais son père lui dit que le collier a été perdu longtemps avant sa naissance, et il l'envoie demander où est le collier au peuple des Fiia. Mais les Fiia l'ignorent et l'orientent à leur tour vers le peuple des Gdemiar (appelés Argiliens par les autres peuples), de petits troglodytes disposant d'une technologie plus avancée grâce à leurs échanges avec les émissaires de la Ligue de Tous les Mondes, qui leur ont donné un vaisseau spatial à commandes bloquées, un générateur et des éléments de mathématiques qui leur ont permis de développer des systèmes d'éclairage et de transport électriques.
Loin de repousser Semlé, les troglodytes lui proposent d'aller faire sa demande auprès des mystérieux « Seigneurs des Étoiles » : ils lui disent qu'ils peuvent l'y emmener, dans un voyage qui « ne durera qu'une longue nuit ». Incapable d'évaluer le vrai sens de cette phrase, Semlé accepte.
Au terme d'un voyage effrayant à bord du vaisseau spatial, elle est emmenée sur la planète de Géorgie du Sud, à un musée intergalactique où est conservé le collier. Elle demande au conservateur du musée et à l'ethnologue Rocannon de le récupérer, et ils accèdent à sa demande.
À son retour, elle se précipite chez les siens, et comprend que son voyage, qui ne lui a pris que quelques jours, a duré sur sa planète neuf années (de 800 jours, soit près de 20 années terrestres) pendant lesquelles son mari est mort à la guerre, sa fille est devenue adulte et sa belle-sœur une femme âgée (décalage dû au phénomène de la dilatation du temps).
Dans son chagrin, Semlé abandonne le collier à sa fille et s'enfuit dans la forêt.

## Thèmes

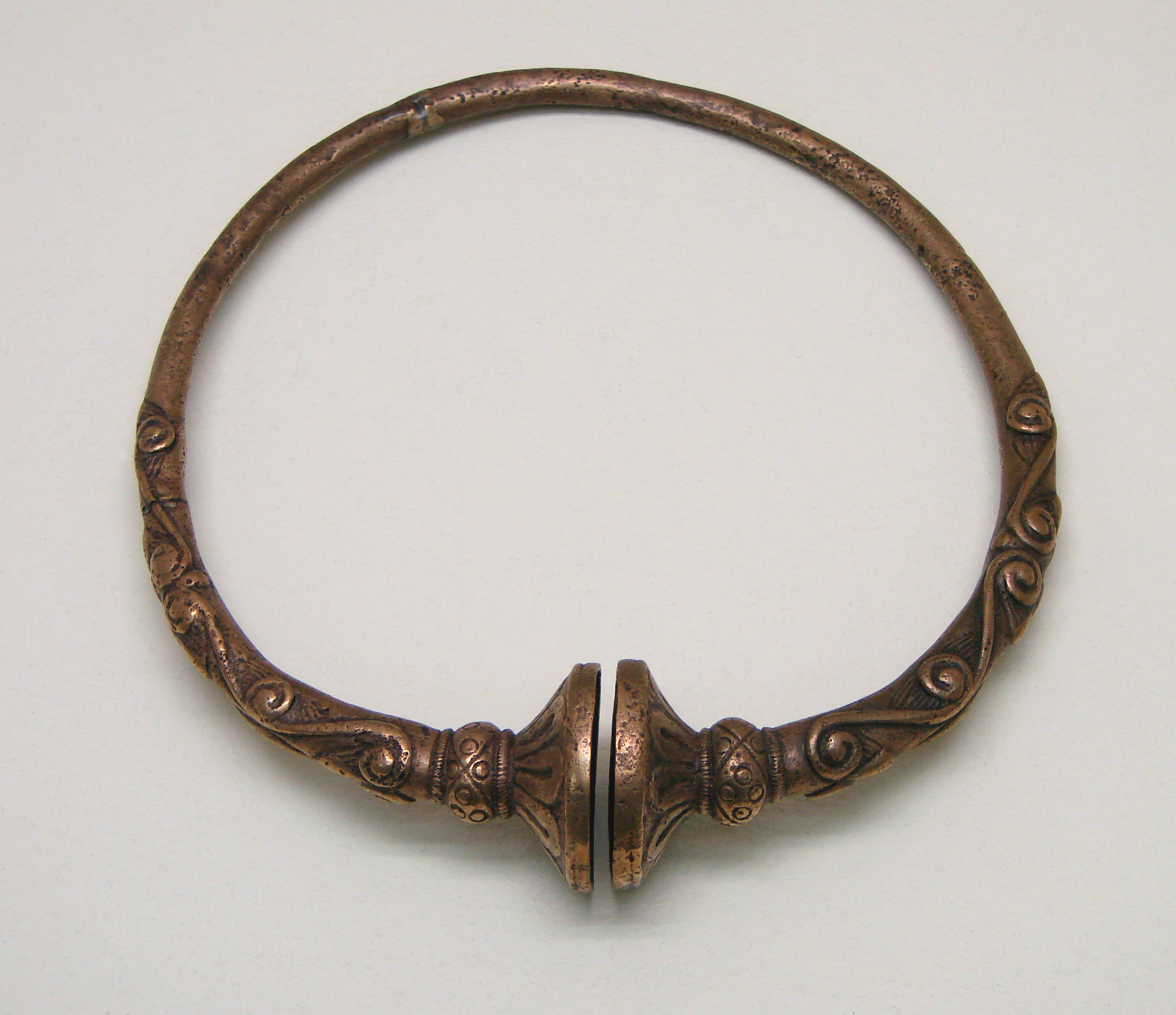
Un torque, comme celui présenté dans le mythe du Collier des Brísingar.

La principale originalité, dans les thèmes abordés, est que l'histoire mélange la mythologie nordique avec la notion de dilatation du temps issue de la théorie physique de la relativité restreinte d'Albert Einstein.

### Romantisme
Dans une introduction à l'histoire écrite pour une anthologie ultérieure, Le Guin a déclaré que Le Collier de Semlé était le plus caractéristique de ses premiers écrits de science-fiction. Elle l'a décrit comme la plus romantique de ses œuvres, affirmant qu'elle s'était progressivement éloignée du romantisme explicite. Elle a écrit que "la franchise et la simplicité de [cette nouvelle] sont progressivement devenues quelque chose de plus dur, de plus fort, de plus complexe." 

### Mythologie nordique
Plusieurs chercheurs ont remarqué que le récit est inspiré par le mythe nordique du collier des Brísingar de la déesse Freyja. Amy Clarke a déclaré que les Gdemiar nocturnes de l'histoire de Le Guin étaient les analogues des nains du mythe nordique, tandis que les Fiaa diurnes étaient similaires aux elfes. Donna White a également comparé le rôle de Rocannon à celui d'Odin dans le mythe. Suzanne Reid note que si Freya est avide d'or dans la légende, Le Guin dépeint au contraire l'attachement de Semlé au collier comme uniquement motivé par les attentes de la société noble.
Le chercheur Richard Erlich observe que la protagoniste de l'histoire obtient l'objet de sa quête à la fin, mais à un prix élevé, et en déduit que l’histoire enseigne un message de prudence, un message que l’on retrouve ailleurs dans les récits traditionnels.

### Dilatation relativiste du temps
L’histoire explore la nature subjective du temps en incluant au récit merveilleux un argument scientifique sur la dilatation du temps, tiré de la théorie de la relativité restreinte publiée en 1905 par Albert Einstein, et qui venait d'être introduit en science-fiction en 1963 par Pierre Boulle à la fin de La Planète des singes.
En effet, le voyage de Semlé dure une ou deux nuits, mais elle découvre cruellement trop tard que pendant ce temps, sur sa planète, pour les siens, de nombreuses années s'étaient écoulées.

## Style d'écriture
Le style et la structure du récit ont été loués par plusieurs critiques qui ont remarqué que dans cette nouvelle le langage n'est pas un simple support du récit pour Le Guin, mais est un outil d'exploration artistique mêlant plusieurs styles.
En effet, dans Le Collier de Semlé, Le Guin utilise deux styles d'écriture : la partie qui se déroule dans un musée de la Ligue de Tous les Mondes utilise un langage scientifique et technique, un style typique de la science-fiction conventionnelle, en accord avec le contexte et avec le personnage de Rocannon. Le voyage de Semlé, en revanche, est raconté avec une « mise en forme poétique du langage », « une prose cristalline à la hauteur du destin tragique de Semlé », plus lyrique, typique de la fantasy.
Kim Kirkpatrick a remarqué que Le Collier de Semlé utilisait des dispositifs stylistiques fréquemment utilisés plus tard par Le Guin :  le narrateur s'adresse directement au lecteur d'une manière qui engage le public dans la création de l'histoire et implique le personnage central dans un jeu de devinettes lié à son identité. Kirkpatrick a déclaré que bien que l'histoire soit apparemment centrée sur Semlé, à certains égards, Rocannon est le personnage principal. En tant que scientifique, il étudie et interroge Semlé, la décrivant et l'objectivant ainsi comme une « autre » extraterrestre et comparant son propre point de vue à celui du public, dont il partage la curiosité pour l'histoire de Semlé.

## Publication

### En version originale anglaise
La nouvelle The Dowry of the Angyar a été écrite en 1963 et publiée dans Amazing Stories en septembre 1964. Lors de sa publication en 1975 dans le recueil Aux douze vents du monde, elle a été renommée Semley's Necklace.

### En français
- Le Collier, dans Le Monde de Rocannon / Planète d'exil / La Cité des illusions, OPTA, coll. « Club du livre d'anticipation » no 40, traduction Jean Bailhache, 1972. Cette édition dispose d'une introduction d'Ursula K. Le Guin, nommée  La Nébuleuse du crabe, la paramécie et Tolstoï, traduite par Michel Demuth.
- Le Collier de Semlé, dans Le Livre d'or de la science-fiction : Ursula Le Guin, Pocket no 5012, 1978  (ISBN 2-266-00490-5) et 1982 ; réédité dans Étoiles des profondeurs  (ISBN 2-266-04519-9)
- Le Collier de Semlé, dans Nouvelles des siècles futurs, Omnibus, 2004  (ISBN 2-258-05611-X)
- Le Collier de Semlé, Souffle du rêve, coll. « Exoterre / Vagabonde » no 2, 2007  (ISBN 978-2-952737-04-3)
- Le Collier de Semlé, dans Aux douze vents du monde, Le Bélial', 2018  (ISBN 978-2843449345)

## Réception critique
Cette nouvelle a été décrite comme la meilleure des quatre histoires du recueil Aux douze vents du monde qui sont ensuite devenues des romans, comme une œuvre de « fantasy exceptionnelle », voire comme « la meilleure du genre », en particulier pour l'effort d'adéquation de la forme avec le fond, en utilisant deux styles d'écriture différents, adaptés aux genres de la fantasy et de la science-fiction selon la situation, une alternance qui a été décrite comme un « travail de composition très intéressant » (voir la section dédiée au style).